# 獨孤姓
獨孤姓，為鮮卑八大贵族的姓氏之一，在北魏孝文帝推行改革时受賜为汉姓刘，於《魏書‧官氏志》有所記載。当今獨孤氏在中国姓氏中雖不多见，但在朝鲜半岛也有分布。

## 迁徙分布
北魏孝文帝迁都洛阳后，将鲜卑族的复姓独孤氏改为汉字刘姓，成为当时大姓之一。独孤姓望居河南郡（汉高帝时置郡。相当于现在河南省洛阳市一带地区）、高阳郡（北魏时置郡。相当于现在河北省高阳县一带地区）。

## 郡望
- 河南郡
- 高阳郡

## 名人
- 獨孤信：西魏八大柱國之一。
- 明敬皇后：北周明帝后，獨孤信長女，封明敬皇后。
- 元貞皇后：於唐代獲追封元貞皇后，獨孤信四女，唐高祖李淵之母。
- 獨孤伽羅：隋文帝皇后，獨孤信七女，封文獻皇后，隋煬帝楊廣之母。
- 独孤郁：唐代翰林学士。
- 独孤及：唐代诗人。
- 貞懿皇后 (唐朝)：唐代宗 李豫（李俶）之皇后

## 小说中
虽然獨孤氏在中國姓氏中並不常見，但独孤姓者多为武侠小说中武功高强的人物，如耳熟能详的独孤求败、独孤无敌及劍聖等等。
獨孤求敗為金庸小说中從未出場的虛構角色。在金庸小說《神雕侠侣》中，楊過曾使用獨孤求敗的玄鐵重劍；而在《笑傲江湖》中，令狐沖則從其太師叔風清揚学习獨孤求敗的獨孤九劍。
而獨孤無敵則為《天蠶變》的角色。
劍聖為馬榮成漫畫作品《風雲》中，無雙城主獨孤一方之兄，曾重創雄霸。
在一些著名的武侠游戏中，也存在着相当多以“独孤”为姓的角色。如《天之痕》里的独孤宁珂。

### 虛構人物
- 獨孤求敗 - 「劍魔」，出自金庸的武俠小說《神鵰俠侶》、《笑傲江湖》，主角楊過、令狐沖都是其再傳弟子。『縱橫江湖三十餘載，殺盡仇寇奸人，敗盡英雄豪傑，天下更無抗手，無可奈何，惟隱居深谷，以鵰為友。嗚呼，生平求一敵手而不可得，誠寂寥難堪也。』
- 獨孤劍 - 「劍聖」，與「無名」齊名江湖，人稱「南無名，北劍聖」。無雙城主獨孤一方的大哥。
- 獨孤無敵 - 武俠劇《天蠶變》武功最高強的歹角，惡黨「無敵門」首領。
- 獨孤宇雲 - 「劍聖」，出自大宇資訊著名遊戲《仙劍奇俠傳》，出現在一代及三代外傳。三代外傳為主角南宮煌朋友，被仙劍蜀山派24代掌門傳真武長老；一代為主角逍遙之師伯，為蜀山第26代掌門。
- 獨孤寧珂 - 出自大宇資訊著名遊戲《軒轅劍參外傳·天之痕》。是隋朝貴族獨孤家的掌上明珠，真實身分是魔界的女魔將，是撒旦侵略神州的前鋒。對宇文拓懷有感情，在赤貫星上敗給一行人後死亡，魂魄則被古月聖照著寧珂的請求封入了伏羲琴中，於九十九年後，寧珂的魂魄被洗去了魔性，在魔界中轉世為妮可。
- 獨孤駿雄 -《校園最強主宰》中的罡勁武者，被男主角蘇明收服成為傀儡，成為其手下。徒弟:曹廣、虬虎。
- 獨孤俊雄 -《絕世校花的無敵魔尊》中全東瀛最強地球武者，被男主角蕭逸塵打死。
- 獨孤明珠 -《愛·回家之開心速遞》中獨孤集團主席，患有絕症。(馬蹄露飾演)

## 其他
- 京兆独孤氏世系图

## 外部連結
[在维基数据编辑]
 《欽定古今圖書集成·明倫彙編·氏族典·獨孤姓部》，出自陈梦雷《古今圖書集成》